# PLM Aledjo
Le PLM Aledjo est un hôtel ayant servi de cadre aux travaux des assises de la conférence nationale souveraine de février 1990 au Bénin.

## Symbolisme
Il est considéré comme le berceau de la démocratie béninoise, la conférence nationale souveraine ayant fait entrer le pays à l'ère du renouveau démocratique.

## Projet de reconstruction
En novembre 2023, le gouvernement du Bénin annonce la construction d'un grand complexe hôtelier sur le site du PLM Aledjo.